# Billancourt
Billancourt település Franciaországban, Somme megyében. Lakosainak száma 174 fő (2022. január 1.). Billancourt Biarre, Cressy-Omencourt, Herly, Languevoisin-Quiquery, Marché-Allouarde, Nesle és Rethonvillers községekkel határos.

## Népesség
A település népességének változása:
| Lakosok száma | 175  | 174  | 182  | 173  | 171  | 168  | 171  | 172  | 174  |
|               | 2013 | 2015 | 2016 | 2017 | 2018 | 2019 | 2020 | 2021 | 2022 |